# 山一名作劇場
『山一名作劇場』（やまいちめいさくげきじょう）は、1955年10月4日から1959年8月4日まで日本テレビが編成していたテレビドラマ放送枠である。山一證券一社提供。
一般に知られた文芸作品から選ばれるのが特色である。

## 編成時間
いずれも日本標準時。
- 火曜19:30 - 20:00 （1955年10月4日 - 1956年11月24日[要検証 – ノート]）
- 火曜20:00 - 20:30 （1956年12月4日 - 1959年8月4日）

## 放送作品一覧
1. ああ無情[2]
2. 次郎物語[3]
3. 王将：この作品まで火曜19:30枠で放送。
4. 真実一路：この作品から火曜20:00枠で放送。
5. 本日休診
6. 小僧の神様
7. 石中先生行状記
8. 無法松の一生
9. 息子の縁談
10. アユと競馬
11. 小鳥寺
12. 一回だけの招待
13. 見事な娘
14. 坊っちゃん
15. 赤西蠣太
16. 天皇の帽子
17. 美しき隣人
18. 小枝子とその母
19. 花ひらく
20. からたちの花
21. 吾輩は猫である
22. 牡丹灯籠
23. 顔
24. 疑惑
25. 幽霊やしき
26. 赤ちゃん
27. 丹下左膳
28. 聊斎志異
29. 息子の青春

参考：テレビドラマデータベース

## エピソード
2作目の『次郎物語』では、幼年期および少年期の次郎役を一般から募集したところ、350 - 360人ほどの申し込みがあり、スタッフはテレビの反響の大きさに驚いたという。

## ネット局
- 日本テレビ
- 大阪テレビ（現在：朝日放送テレビ。1956年12月 - 1958年8月）
- 読売テレビ（1958年9月 - 最終回）